# Ioana Pristavu
Ioana Pristavu est une joueuse roumaine de volley-ball née le 2 octobre 1986. Elle mesure 1,73 m et joue au poste de libero. Elle totalise 30 sélections en équipe de Roumanie.

## Clubs
| Club                  | De        | À         |
| --------------------- | --------- | --------- |
| CSU Metal Galați      | 2005-2006 | 2007-2008 |
| Tomis Constanța       | 2008-2009 | 2009-2010 |
| USSP Albi Volley-Ball | 2010-2011 | 2010-2011 |
| Dauphines Charleroi   | 2011-2012 | 2011-2012 |
| SCM Craiova           | 2012-2013 | 2012-2013 |
| SES Calais            | 2013-2014 | 2014-2015 |
| Quimper Volley 29     | 2015-2016 | …         |

## Palmarès
- Championnat de Roumanie
  - Vainqueur : 2007, 2008.
  - Finaliste : 2009, 2010
- Coupe de Roumanie
  - Vainqueur : 2007, 2008.
  - Finaliste : 2005, 2010.
- Coupe de Belgique
  - Vainqueur : 2012.